# Kähler Keramik
Kähler Keramik er en dansk keramisk virksomhed, oprindeligt fra Næstved, men selve produktionen af Kählers design foregår i dag i Portugal og Kina.
Kählers keramik startede med produktion af kakkelovne og køkkentøj. Siden 1880'erne har firmaet fremstillet kunstkeramik. I 2018 blev Kähler et varemærke (brand) i Rosendahl Design Group.
Store keramikere har gennem tiden arbejdet for Kähler, bl.a. Karl Hansen Reistrup, Thorvald Bindesbøll og L.A. Ring.
Historien om Kähler begyndte tilbage i 1839, da den holstenske pottemager Herman Kähler åbnede et lille keramisk værksted i Næstved. Sønnen Herman A. Kähler gjorde siden fabrikken på Kählersbakken berømt. Siden da er de håndværksmæssige erfaringer blevet viderebragt fra generation til generation.
Kähler har bidraget med udsmykninger til for eksempel Københavns Rådhus, Aarhus Teater og Landsarkivet i Viborg.

## Tidlig historie
Herman A. Kähler fik sit gennembrud på verdensudstillingen i Paris i 1889, samme år og i samme anledning som Eiffeltårnet bliver rejst. Her vakte Kähler opsigt med en rød lustrevase[kilde mangler], det vil sige en vase med metallisk lustreglasur, som giver en kobberlignende effekt.
Kähler begejstrede så meget med vasen på verdensudstillingen, at flere museer rundt om i verden kappes om at udstille værker fra Kählers værksted.[kilde mangler] Kählers keramik udstilledes og solgtes fra Tokyo til New York. På Næstved Museums afdeling i Boderne er desuden udstillet en del keramik fra Kähler.

## Moderne historie
I 1975 sluttede epoken som familieejet virksomhed og Næstved Kommune overtog fabrikken, næste ejer blev Holmegaard Glasværk. I 2008 erklæredes Kähler konkurs: Arkitekten Frantz Longhi købte rettighederne til Kähler, der i dag producerer vaser, lysestager, stel, møbler og mange andre keramiske produkter, som sælges i store dele af Norden.
I 2010 åbnede Kählers concept store “Kähler and friends” i Aarhus, og herefter fulgte tre restauranter. “Kähler Spisesalon” åbnede i hjertet af Aarhus i 2010, kort efter “Kähler Villa Dining” i en smuk patriciervilla i Risskov. Fra 2011 til januar 2017 eksisterede Kähler i Tivoli. Kählers første concept store uden for Danmark åbnede i marts 2015 i Oslo. Samme år slog Kählersbakken-bygningerne portene op til Kählers ny flagship store i Næstved. I 2014 havde Kähler købt det gamle værksted på Kählersbakken tilbage. Det fungerer som Kählers hovedkontor og museum.

## Kunstnere og designere tilknyttet Kähler
- Agnes Fries
- Anders Arhøj
- Astrid Tjalk
- Becker & Bache R7B Copenhagen
- Bjørn Poulsen
- Britt V. Schimdt
- Cecilie Manz
- Claydies
- Dorte Hjelm
- Furnid - Morten Kjær Stovegaard & Bo Strange
- Hans-Christian Bauer
- Helena Rohner
- Helle Rittig
- Inger Mehlum
- Jeanette List Amstrup
- Jonas Trampedach & Birgitte Due Madsen
- Louise Campbell
- Louise Hindsgavl
- Marianne Nielsen
- Michael Geertsen
- Rikke Hagen & Trine Bjerre
- Silke Decker
- Stilleben - Reckweg & Nordentoft
- Stine Goya
- Søren Thygesen
- Theis Lorentzen
- Thora Finnsdottir
- Ursula Munch-Petersen
- H.A. Brendekilde
- L.A. Ring
- P.S. Krøyer
- Thorvald Bindesbøll
- Svend Hammershøi
- Kai Nielsen